# Ledebouria macowanii
Ledebouria macowanii là một loài thực vật có hoa trong họ Măng tây. Loài này được (Baker) S.Venter mô tả khoa học đầu tiên năm 1998.